# Finnische Badmintonmeisterschaft 1974
Die Finnische Badmintonmeisterschaft 1974 fand vom 9. bis zum 10. März 1974 in Helsinki statt.

## Titelträger
| Disziplin    | Sieger                            |
| ------------ | --------------------------------- |
| Herreneinzel | Lars-Henrik Nybergh               |
| Dameneinzel  | Sylvi Jormanainen                 |
| Herrendoppel | Eero Läikkö Mårten Segercrantz    |
| Damendoppel  | Maarit Jaakkola Sylvi Jormanainen |
| Mixed        | Jouko Degerth Christiane Falenius |